# Бенжамін-Констант (Амазонас)
Бенжамін-Констант (порт. Benjamin Constant) — місто у регіоні Алту-Солімойнс бразильського штату Амазонас (Південний Захід штату Амазонас). Населення — 26 191 мешканців (станом на 2005 рік), площа — 8 793 км². Розташований у місці впадіння річки Жаварі до Амазонки поблизу кордону з перуанським регіоном Лорето на території, котру населяють індіанці Тікуна.
Навколо містечка немає доріг: єдиний транспорт — річковий (приблизно 31 година човном до столиці штату — міста Манаус, 2 години до сусіднього міста Табатінга, де є аеропорт і митниця на кордоні з Перу).

## Назва
Населений пункт названо на честь бразильського революціонера Бенжаміна Константа (1836—1891).

## Клімат
Місто знаходиться у зоні, котра характеризується вологим тропічним кліматом. Найтепліший місяць — жовтень із середньою температурою 25.9 °C (78.6 °F). Найхолодніший місяць — липень, із середньою температурою 25.1 °С (77.2 °F).
| Клімат Бенжамін-Константа | Клімат Бенжамін-Константа | Клімат Бенжамін-Константа | Клімат Бенжамін-Константа | Клімат Бенжамін-Константа | Клімат Бенжамін-Константа | Клімат Бенжамін-Константа | Клімат Бенжамін-Константа | Клімат Бенжамін-Константа | Клімат Бенжамін-Константа | Клімат Бенжамін-Константа | Клімат Бенжамін-Константа | Клімат Бенжамін-Константа | Клімат Бенжамін-Константа |
| Показник                  | Січ.                      | Лют.                      | Бер.                      | Квіт.                     | Трав.                     | Черв.                     | Лип.                      | Серп.                     | Вер.                      | Жовт.                     | Лист.                     | Груд.                     | Рік                       |
| Абсолютний максимум, °C   | 35                        | 35,4                      | 36                        | 35,2                      | 34,2                      | 35                        | 35,4                      | 35                        | 35,5                      | 36,2                      | 35,2                      | 35,3                      | 36,2                      |
| Середній максимум, °C     | 30,4                      | 30,4                      | 30,6                      | 30,5                      | 30,2                      | 30,1                      | 30,1                      | 31                        | 31,2                      | 31,4                      | 30,8                      | 30,5                      | 30,6                      |
| Середня температура, °C   | 25,5                      | 25,5                      | 25,7                      | 25,7                      | 25,5                      | 25,2                      | 25,1                      | 25,4                      | 25,7                      | 25,9                      | 25,7                      | 25,5                      | 25,5                      |
| Середній мінімум, °C      | 20,9                      | 20,9                      | 20,9                      | 21,2                      | 21                        | 20,6                      | 20,2                      | 20,6                      | 20,9                      | 21                        | 21                        | 21                        | 20,9                      |
| Абсолютний мінімум, °C    | 16,8                      | 16                        | 14,9                      | 18,4                      | 14,9                      | 13                        | 9,9                       | 13,2                      | 14,1                      | 17,9                      | 18,6                      | 16                        | 9,9                       |
| Норма опадів, мм          | 337                       | 289                       | 340                       | 319                       | 225                       | 149                       | 126                       | 126                       | 174                       | 225                       | 230                       | 277                       | 2815                      |
| Вологість повітря, %      | 82.9                      | 82.2                      | 82                        | 83                        | 83.4                      | 83.4                      | 81.9                      | 81                        | 80.5                      | 80.9                      | 81.6                      | 82.2                      | 82                        |
| ------------------------- | ------------------------- | ------------------------- | ------------------------- | ------------------------- | ------------------------- | ------------------------- | ------------------------- | ------------------------- | ------------------------- | ------------------------- | ------------------------- | ------------------------- | ------------------------- |
| Джерело: Weatherbase      |                           |                           |                           |                           |                           |                           |                           |                           |                           |                           |                           |                           |                           |